# 聖文生角海戰 (1780年)
圣文森角海战是一次发生在1780年1月16日在葡萄牙南部外海的战役。 大不列颠王国的舰队在乔治·罗德尼爵士的指挥下击溃了西班牙的舰队。 这场战役也被称作“月光海战”， 应为在风帆动力时代夜间海上作战还是比较少见的。 这也是英国皇家海军对欧洲对手的第一次重要胜利，也证实了舰身包裹铜皮的英军舰艇的优越性。